# Petrus Castrus
Petrus Castrus é uma banda de rock progressivo formada em 1971 pelos irmãos Pedro Castro e José Castro. Os Petrus Castrus emergiram como uma das primeiras bandas de rock sinfónico em Portugal, ganhando o estatuto de "Pais do Rock"[carece de fontes?] juntamente com outras bandas de culto.

## Influências
No início eram bastante influenciados por bandas como Pink Floyd, Genesis, Procol Harum, The Nice e Electric Light Orchestra.

## Histórico
Formados em 1971, os Petrus Castrus eram constituídos pelos irmãos Castro, Pedro (voz, guitarra e baixo) e José (teclas e voz). Recrutaram dois antigos membros dos Play Boys, Júlio Pereira (guitarra) e Rui Reis (teclas), aos quais se juntaria ainda João Seixas (bateria) e começaram a praticar uma música próxima do Rock sinfónico, então muito em voga. Conseguem um contrato discográfico com a Valentim de Carvalho e editam dois EPs com os títulos Marasmo e Tudo isto, Tudo mais, que foram muito bem recebidos pela crítica. Desvinculam-se da Valentim de Carvalho e passam para a recém-formada Sassetti, onde
editam o seu álbum de estreia intitulado Mestre, hoje considerado um dos melhores discos portugueses de todos os tempos. O disco foi gravado em França, no mesmo estúdio onde José Afonso gravou o essencial Cantigas do Maio. Mestre é constituído por músicas com poemas de Bocage, Alexandre O'Neill, Ary dos Santos, Fernando Pessoa e Sophia de Mello Breyner Andresen. O facto de terem gravado estes poetas vale-lhes a confiscação do disco por três meses pela famigerada Comissão de Censura.

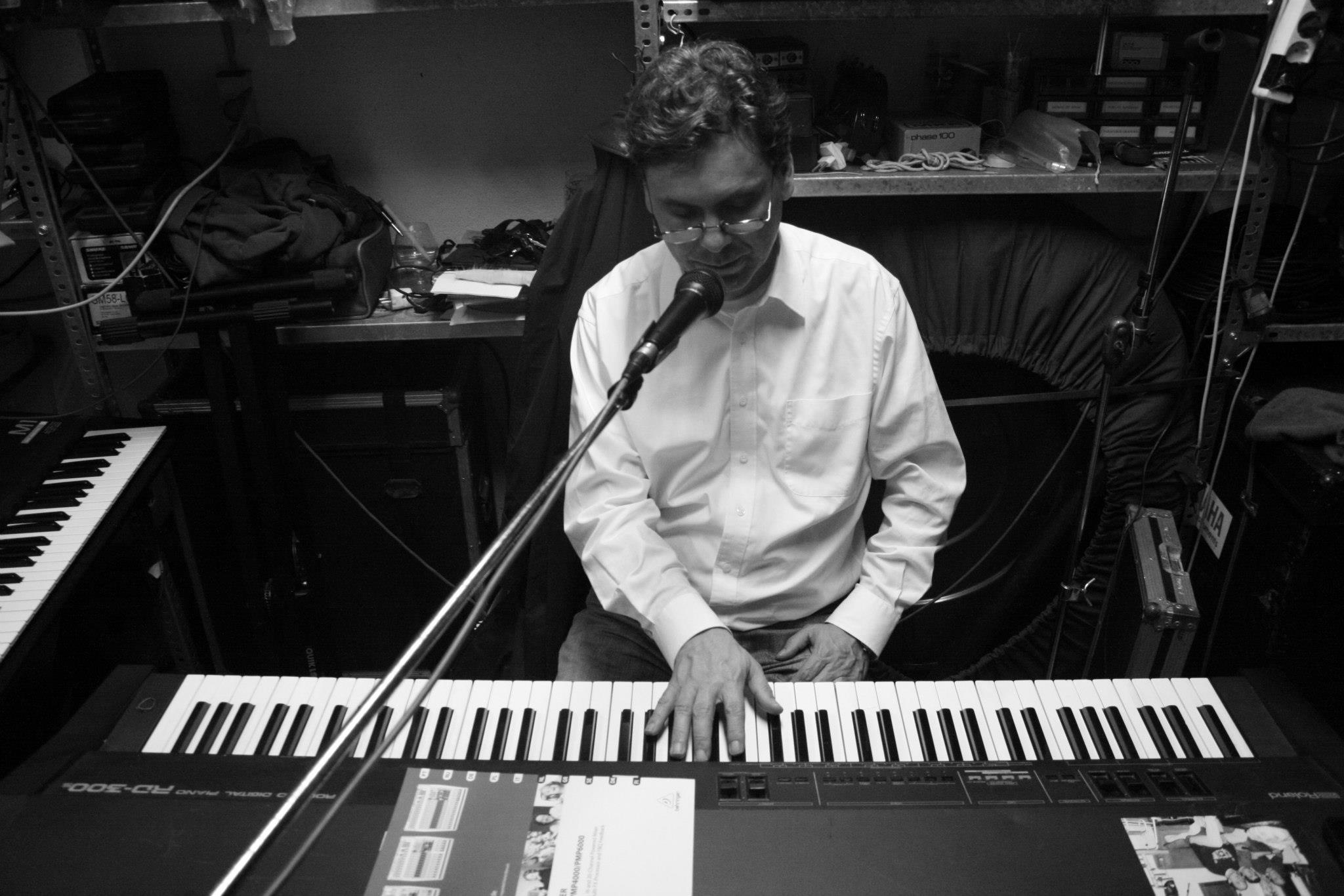
José Castro no teclado

Pouco tempo depois da gravação do disco, Júlio Pereira sai, para formar os mais
rockeiros Xarhanga, com os quais gravaria dois singles. Mais tarde , Júlio Pereira ficaria ligado à nova música popular portuguesa com a edição do disco Cavaquinho e abandonaria, definitivamente, o Rock. Ainda antes do 25 de Abril de 1974, os Petrus Castrus gravaram o single A Bananeira, só editado depois dessa data histórica para Portugal. A atitude de sátira social, desde sempre associada à banda e por ela assumida, não tinha nada a ver com as propostas musicais surgidas no pós-revolução, em que se tentava dizer de uma só vez o que esteve escondido durante muitos anos, através da chamada música de intervenção. Como a banda não se sentia bem nesse papel, suspende as suas atividades. João Seixas e Rui Reis ingressam nos Plutónicos, mais tarde Ferro & Fogo. João Seixas haveria de reencontrar Júlio Pereira, quando fez parte da banda do autor de Cavaquinho, em concertos ao vivo.
Os irmãos Castro partem para o estrangeiro para regressaram em 1976, licenciados em economia e engenharia. O bichinho da música ficou lá , no entanto. E , assim, em 1978 a banda regressa com um novo LP intitulado Ascensão e Queda. Em trio, com os irmãos Castro e Urbano Oliveira na bateria, os Petrus Castrus contam, ainda, com as participações de Very Nice (actualmente Fernando Girão), Lena d'Água e Nuno Rodrigues (membro da Banda do Casaco). Embora seja um fracasso comercial e tenha sido arrasado pela crítica da época, hoje é um disco muito procurado, sobretudo pelos colecionadores de música progressiva, tendo sido objeto de uma reedição por uma editora sul- coreana. Ainda gravaram mais dois singles: Cândida e Agente Altamente Secreto, mas só será editado o primeiro. Chegaram a dar alguns concertos ao vivo nos primeiros anos, mas eventualmente desapareceram.

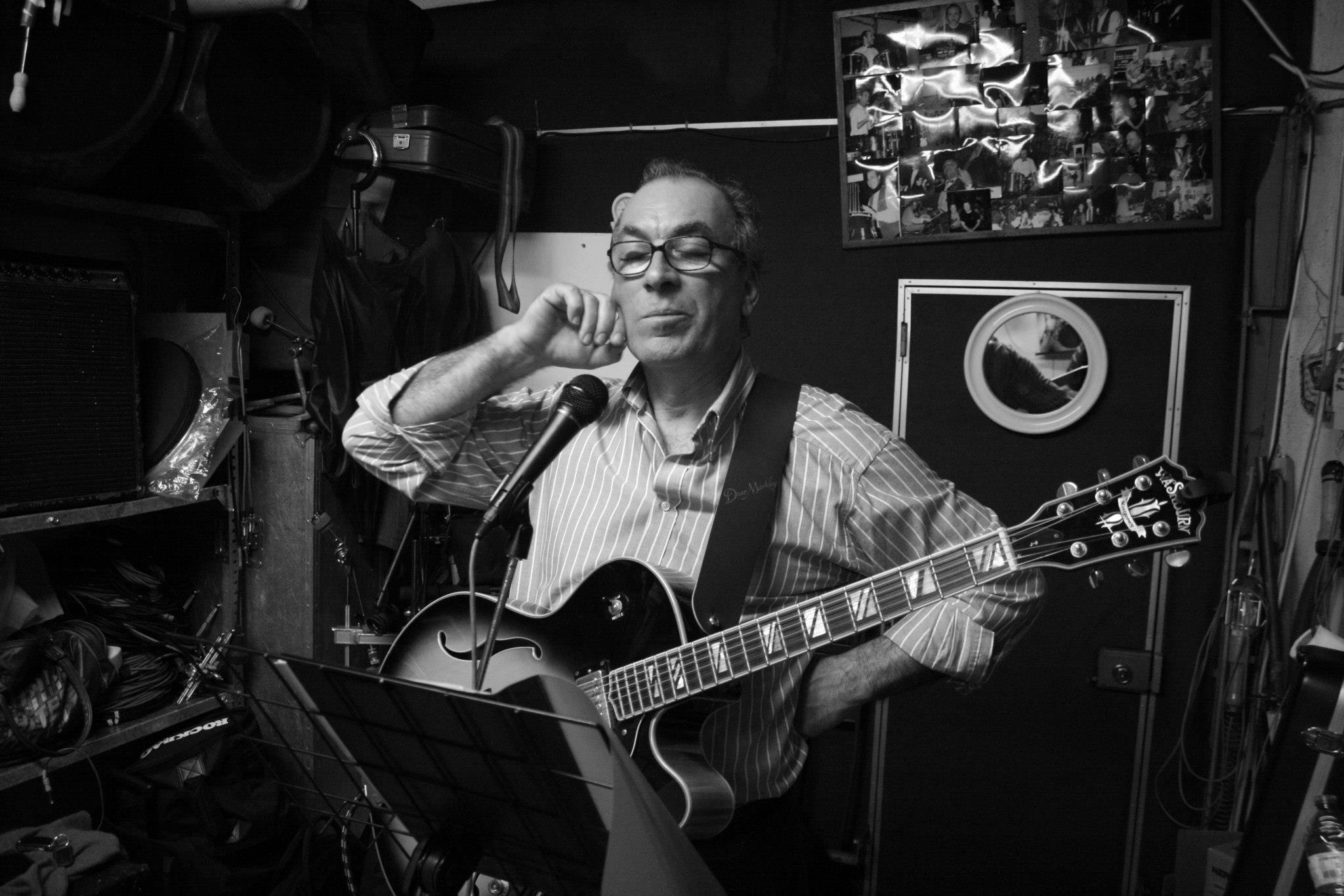
Petrus Castrus

Em 2007 o grupo reúne-se a pretexto da edição em CD do álbum Mestre, editado e remasterizado pela Companhia Nacional de Música, com a mesma formação contando também com a colaboração de Luis Castro na guitarra solo. O álbum e lançado em formato duplo, incluindo vários temas inéditos: Faixas bónus "Agente Altamente Secreto" e "Pouca Terra" no CD 1, e no CD 2 um álbum inédito completo, intitulado "Morte Anunciada dum Taxista Obeso", com temas gravados entre 2000 e 2005. Este álbum da autoria de José Castro conta também com a participação de Pedro Castro e de Luis Castro.
A 22 de Janeiro de 2008, os Petrus Castrus oficialmente voltam ao ativo, apresentando-se na Fnac do C.C. Colombo para uma entrevista e concerto no âmbito do lançamento do duplo álbum. A entrevista é orientada por João Carlos Calixto e os irmãos Castro apresentam-se com Luis Castro na guitarra e baixo, e Urbano Oliveira na Bateria, tocando temas antigos bem como inéditos que incorporam o novo álbum.
A 22 de Agosto de 2013 os Petrus Castrus organizaram um concerto privado no famoso Café Império, em Lisboa, em comemoração dos 30 anos de lançamento do álbum Mestre. Mais de 300 pessoas vieram assistir ao concerto de celebração da banda. Contam com a participação de Luis Castro na guitarra solo, voz e direção musical, Urbano Oliveira na bateria, e Jonas Cruz no baixo.
A 11 de Outubro de 2014 a banda apresenta um espetáculo intitulado  "Petrus Castrus - Regresso ao Futuro", dando um concerto único no Auditório Municipal do Seixal, onde revisitam temas do álbum Mestre, Ascenção e Queda, e temas inéditos compostos ao longo dos últimos anos.

## Membros
A formação inicial de Petrus Castrus contava com:
- Pedro Castro (vocais, guitarra e baixo)
- José Castro (teclado, sintetizador e vocais)
- Júlio Pereira (guitarra)
- Rui Reis (órgão)
- João Seixas (bateria)

Júlio Pereira sai da banda pouco depois da gravação de Mestre. A banda suspende actividade em 1974 e Rui Reis e João Seixas saem para integrar os Plutónicos, mais tarde Ferro & Fogo.
Em 1976 os irmãos Castro regressam com a formação:
- Pedro Castro (vocais, guitarra e baixo)
- José Castro (teclado, sintetizador e vocais)
- Urbano Oliveira (bateria)

Em 1978 gravam Ascenção e Queda com contribuições de:
- Fernando Girão (guitarra)
- Rui Serrão (baixo)
- Lena d'Água (vocais)
- Nuno Rodrigues (vocais)

A partir de 2008 apresentam-se com a formação:
- Pedro Castro (Vocais, guitarra)
- José Castro (teclado, sintetizador e vocais)
- Luis Castro (Guitarra, Vocais)
- Urbano Oliveira (bateria)
- Jonas Cruz (baixo)

## Discografia
- Marasmo (EP, 1971)
- Tudo Isto, Tudo Mais (EP, 1972)
- Mestre (LP, 1973; CD, 2007)
- A Bananeira (Single, 1974)
- Cândida (Single, 1977)
- Ascenção e Queda (LP, 1978)
- Agente Altamente Secreto (Single de 1977 não editado; ambos os temas surgem como bónus na reedição em CD de "Mestre")
- Morte Anunciada dum Taxista Obeso (CD, 2007)